# Puyjourdes
Puyjourdes é uma comuna francesa na região administrativa de Occitânia, no departamento de Lot. Estende-se por uma área de 7,83 km². Em 2010 a comuna tinha 91 habitantes (densidade: 11,6 hab./km²).